# SCOR
SCOR, acronimo di Supply-Chain Operations Reference, è un modello di riferimento per il processo di gestione della catena dei fornitori.
È stato sviluppato e validato dal Supply-Chain Council perché venga usato come strumento standard per la descrizione dei processi di gestione della catena dei fornitori. SCOR fa sì che tutti gli attori coinvolti in una catena di fornitori possano riferirsi, descrivere e migliorare le metodologie ed i processi sviluppati.
SCOR è uno strumento gestionale che descrive l'intero processo dal fornitore del fornitore al cliente del cliente. Il modello SCOR è stato sviluppato per descrivere le attività associate a tutte le fasi del processo che consente di soddisfare le richieste di un cliente.
Il modello può essere usato per descrivere catene di fornitori di qualunque complessità usando un insieme comune di definizioni e assemblando mattoncini prefabbricati. Il modello ha avuto successo ed è stato adottato dai settori industriali più disparati.